# Bernard Kerr
Bernard Kerr, né le 16 février 1991, est un coureur cycliste britannique. Spécialiste du VTT, il est notamment champion d'Europe de descente juniors en 2009.

## Palmarès en VTT

### Championnats du monde
- Val di Sole 2016
  - 5e de la descente
- Leogang 2020
  - 5e de la descente

### Coupe du monde
- Coupe du monde de descente
  - 2021 : 21e du classement général
  - 2022 : 5e du classement général
  - 2023 : 6e du classement général
  - 2024 : 15e du classement général

### Championnats d'Europe
- Kranjska Gora 2009
  -  Champion d'Europe de descente juniors

### Championnats de Grande-Bretagne
- 2009
  -  Champion de Grande-Bretagne de descente juniors

### Compétition Mondiale
- RedBull Hardline
  - 2016 : Vainqueur de la descente
  - 2019 : Vainqueur de la descente
  - 2021 : Vainqueur de la descente